# Guido Saba
Guido Saba est un professeur universitaire et critique littéraire italien, né en janvier 1921 à Visinada d’Istria (alors en Italie, aujourd’hui en Croatie) et mort le 25 mars 2013 à Rome,.

## Biographie
Peu après la fin de la guerre, en juillet 1946, il soutient une thèse de doctorat de lettres modernes sur un poète romantique istrien. Ayant obtenu une bourse du Gouvernement français, il se rend à Paris pour suivre les cours à la Sorbonne et faire des recherches historiques aux Archives nationales. À partir du mois d’avril 1948 jusqu’à la fin de 1964 il est assistant de langue et littérature françaises à la Faculté des lettres de l’université de Trieste. Après avoir obtenu l’habilitation à l’enseignement universitaire, il est nommé professeur dans la même Université.
En janvier 1965 il est nommé titulaire de la chaire de langue et littérature françaises à l’université de Venise. Ensuite, après avoir enseigné dans les universités de Trieste (1968-1970 et de l’Aquila 1970-1974), il est nommé titulaire à l’université de Rome « La Sapienza » (Magistero). En 1986 il a enseigné, en tant que professeur associé à l'université de Provence Aix-Marseille I.
À l’occasion du quatrième centenaire de la naissance de Théophile de Viau, il contribue activement à faire consacrer deux colloques sur ce poète : en mars 1990 à l’Université de Las Vegas (North American Society for Seventeenth Century French Literature) et, en septembre, à Marseille (Centre méridional de rencontres sur le XVIIe siècle).
Pour l’ensemble de ses travaux l'académie des Lyncéens lui a décerné le Prix national pour la philologie (1988), l'Académie française le Grand Prix du rayonnement de la langue française (1989), la Società Universitaria per gli Studi di Lingua e Letteratura Francese le prix littéraire Francesistica - Terme di Saint-Vincent (1999).
Il est officier de l'ordre des Palmes académiques (1966) et chevalier de la Légion d'honneur (2000).

## Publications principales
Traduction en italien
Joseph Joubert, Riflessioni (dai Diari), a cura di G. S., Roma, Gherardo Casini, 1957, p. XXVI-396.
Œuvres
- Memoria e poesia. Scrittori francesi dal preromanticismo al simbolismo [Joubert, Constant, Vigny, Musset, Rimbaud, Mallarmé, Nouveau], Bologna, Cappelli, 1961, p. 310.
- La Poesia di Joachim du Bellay, Messina-Firenze, G. D'Anna, 1962, p. 226, (Coll. «Biblioteca di Cultura contemporanea», LXXV).
- Fortunes et infortunes de Théophile de Viau, Histoire de la critique suivie d'une bibliographie', Paris, Klincksieck, 1997, p. 389.
- Théophile de Viau : un poète rebelle, Paris, Presses Universitaires de France, 1999, (Collection «Écrivains»). Réimpression par Slatkine Reprints, Genève, 2008.
- Bibliographie des Écrivains français : Théophile de Viau, Paris/Roma, Éditions Memini, 2007, p. 314.

Éditions critiques
- « Chansons d'histoire » o « Chansons de toile », edizione critica con introduzione, note e glossario a cura di Guido Saba, Modena, Società Tipografica Modenese, 1955 (pubblicazione della Facoltà di Lettere dell'Università di Roma).
- Théophile de Viau, Œuvres complètes, éd. critique publiée par Guido Saba, Paris/Rome, Nizet/Edizioni dell'Ateneo, 1978-1987, 4 tomes.

- Théophile de Viau,  Œuvres poétiques, éd. par G. S., Classiques Garnier, Bordas, Paris, 1990, p. LXXCI-427.
- Théophile de Viau, Œuvres complètes éditées par Guido Saba, éditions Honoré Champion, 1999.

- Théophile de Viau, Œuvres poétiques et Les Amours tragiques de Pyrame et Thisbé, nouvelle édition établie, présentée, annotée, révisée et augmentée par G. S., Paris, Classiques Garnier Éditeur, 2008, p. LXXXV-499.